# در رنگین‌کمان‌ها
در رنگین‌کمان‌ها (به انگلیسی: In Rainbows) نام هفتمین آلبوم استودیویی گروه آلترنیتیو راک انگلیسی ریدیوهد است که ابتدا در ۱۰ اکتبر ۲۰۰۷ به صورت دیجیتالی برای دانلود منتشر شد که در آن خریداران می‌توانستند هرچقدر که می‌خواستند برای آلبوم پرداخت کنند و سپس در اول ژانویه ۲۰۰۸ در آمریکای شمالی به صورت فیزیکی منتشر شد.در رنگین‌کمان‌ها اولین آلبوم پس از اتمام قرارداد گروه با کمپانی ای‌ام‌آی بود و بیشترین فاصله زمانی را تا آلبوم قبلی در بین آلبوم‌های گروه داشت.
کار ضبط آلبوم برای گروه بیش از دو سال طول کشید که در آن نایجل گودریچ و مارک استنت به عنوان تهیه‌کننده و مهندس صدا با گروه همکاری داشتند. ریدیوهد برای ساخت آلبوم از سازها و سبک‌های مختلفی استفاده کردند. آنها نه تنها از صدای الکترونیک و سازهای زهی که از پیانو و سیلستا و همچنین اوندنس مارتنو نیز بهره بردند. کار ترانه‌نویسی در رنگین‌کمان‌ها برای تام یورک نسبت به دیگر آلبوم‌های ریدیوهد شخصی‌تر بود و تام آهنگ‌ها را نسخه‌ای از «آهنگ فریب‌دهنده» خود تشریح می‌کند.
در رنگین‌کمان‌ها موفق شد در بریتانیا و آمریکا به صدر پرفروش‌ها دست یابد و در انتشار دیجیتال و فیزیکی خود بیش از سه میلیون فروش جهانی داشت. آلبوم نفدهای مثبت فراوانی دریافت کرد و در بسیاری از لیست‌ها و مجله‌ها به عنوان بهترین آلبوم سال ۲۰۰۷ انتخاب شد.  در سال ۲۰۰۹ در رنگین‌کمان‌ها موفق به دریافت دو جایزه گرمی از جمله بهترین آلبوم آلترنیتو راک شد.

## فهرست قطعه‌ها
همهٔ ترانه‌ها توسط ریدیوهد نوشته شده‌است.
| فهرست قطعه‌های در رنگین‌کمان‌ها | فهرست قطعه‌های در رنگین‌کمان‌ها | فهرست قطعه‌های در رنگین‌کمان‌ها |
| شماره                        | نام                          | مدت                          |
| ---------------------------- | ---------------------------- | ---------------------------- |
| ۱.                           | «۱۵ پله»                     | ۳:۵۸                         |
| ۲.                           | «مرده دزد»                   | ۴:۰۲                         |
| ۳.                           | «لخت»                        | ۴:۱۵                         |
| ۴.                           | «Weird Fishes/ Arpeggi»      | ۵:۱۸                         |
| ۵.                           | «همه آنچه من نیاز دارم»      | ۳:۴۹                         |
| ۶.                           | «Faust Arp»                  | ۲:۱۰                         |
| ۷.                           | «انتخابگر»                   | ۴:۵۰                         |
| ۸.                           | «خانه پوشالی»                | ۵:۲۸                         |
| ۹.                           | «جور کردن جورچین»            | ۴:۰۹                         |
| ۱۰.                          | «نوار ویدئویی»               | ۴:۴۰                         |
| مجموع مدت:                   | مجموع مدت:                   | ۴۲:۳۹                        |

## نوازنده‌ها

### ریدیوهد
- تام یورک - وکال، گیتار، پیانو
- جانی گرینوود - گیتار، سینتی‌سایزر
- اد اوبراین - گیتار، صدای پشت
- کالین گرینوود - گیتار بیس
- فیل سلوی - درام

### دیگران
- نایجل گودریچ - تهیه‌کننده، مهندس صدا
- دن گرگ مارگارت - مهندس صدا
- هوگو نیکلسون - مهندس صدا
- ریچارد وودکرافت - مهندس صدا
- استنلی داونوود - طراح

## لیست‌ها
| چارت                          | رتبه |
| ----------------------------- | ---- |
| جدول موسیقی آلبوم‌های بریتانیا | ۱    |
| بیلبورد ۲۰۰                   | ۱    |
| کانادا                        | ۱    |
| فرانسه                        | ۱    |